# Stanisław Jerzykowski
Stanisław Jerzykowski (ur. 23 września 1847 w Ostrowie, zm. 11 listopada 1927 w Poznaniu) – polski lekarz, działacz społeczny. 
Syn profesora Antoniego Jerzykowskiego.
Absolwent Gimnazjum św. Marii Magdaleny w Poznaniu. Ukończył studia medyczne na Uniwersytecie we Wrocławiu.
Sekretarz Wydziału Lekarskiego Poznańskiego Towarzystwa Przyjaciół Nauk w latach 1874 - 1880. Współzałożyciel w 1880, członek zarządu i główny bibliotekarz Towarzystwa Czytelni Ludowych. W latach 1925–1927 naczelnik Izby Lekarskiej Poznańsko-Pomorskiej. Autor prac i podręczników, głównie z ginekologii i położnictwa.